# Uchaud
Uchaud is een gemeente in het Franse departement Gard (regio Occitanie). De plaats maakt deel uit van het arrondissement Nîmes. Uchaud telde op 1 januari 2022 4.824 inwoners.

## Geografie
De oppervlakte van Uchaud bedroeg op 1 januari 2022 8,8 vierkante kilometer; de bevolkingsdichtheid was toen 548,2 inwoners per km².

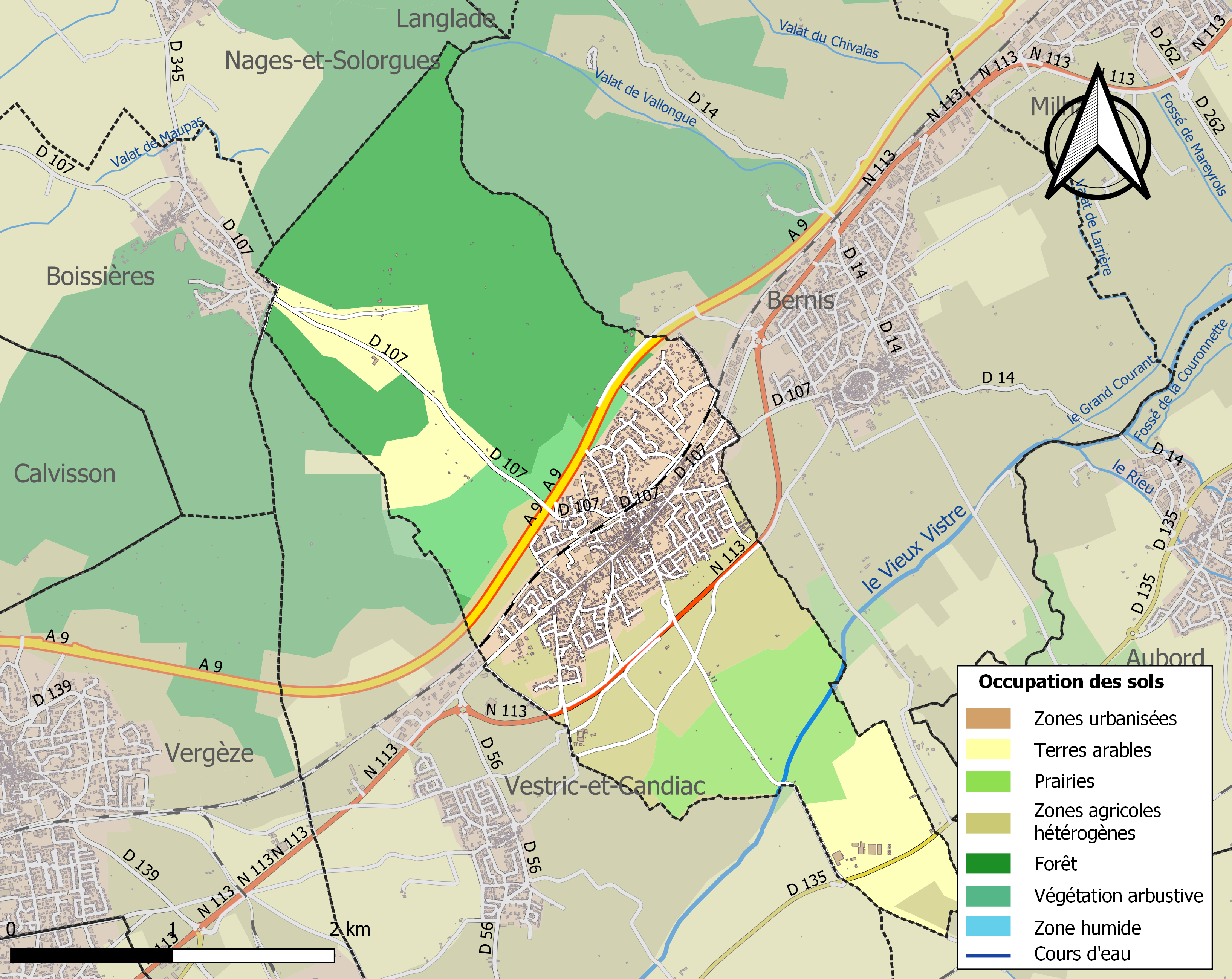
Kaart van de gemeente met belangrijkste infrastructuur, bodemgebruik en omliggende gemeenten

## Verkeer
In de gemeente ligt de spoorweghalte Uchaud.

## Demografie
Onderstaande figuur toont het verloop van het inwonertal (bron: INSEE-tellingen).